# Nagia runa
Nagia runa är en fjärilsart som beskrevs av Swinhoe 1902. Nagia runa ingår i släktet Nagia och familjen nattflyn. Inga underarter finns listade i Catalogue of Life.